# 德国馄饨

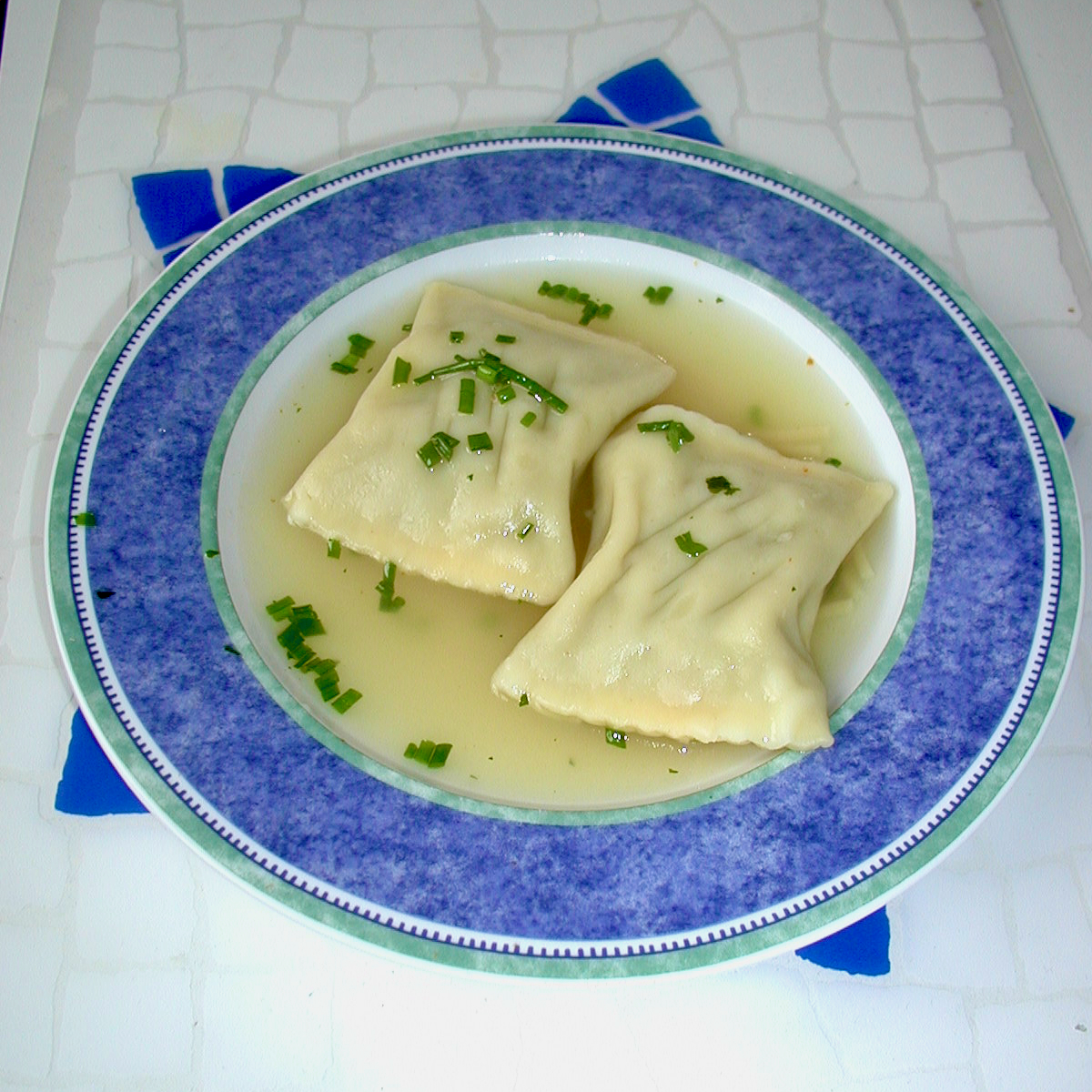
德國餛飩

德国馄饨（德語：Maultasche），是德国施瓦本地區的特產面食。

## 简介
德国馄饨的餡是用絞碎的豬肉、菠菜、麵包屑、洋蔥、和一些西洋芹菜做成，然後用麵皮將餡包起來。德國餛飩和義大利菜的意大利餃很相似，只是德國餛飩比較大一點，德國餛飩的大小為8到12公分，通常一人份為2個至4個。

## 起源
德國餛飩傳說是由 Maulbronn 男修道院的修道士所發明的，因為修道士為掩飾在四旬齋（復活節前四十天期間）期間偷吃豬肉而設計的。

## 吃法
德國餛飩傳統的吃法有兩種，一是煎餃，將Maultaschen切片，然後將洋蔥和蛋一起用油煎。另一種吃法為放湯，德國餛飩和蔬菜湯一起煮。現在的德國餛飩的餡已經由原來的一種變為數十種，從純蔬菜的餡到鮭魚的餡皆有。